# 波羅米夫卡
50°34′48″N 28°30′39″E / 50.58000°N 28.51083°E
波羅米夫卡（烏克蘭語：Поромівка），是烏克蘭北部的村莊，隸屬日托米爾州的日托米爾區。該村始建於1650年，面積1.42平方公里，2001年人口683，人口密度每平方公里479.63人。